# Habib Diarra
Mouhamadou Habib Diarra (Guédiawaye, 3 de enero de 2004) es un futbolista senegalés que juega de centrocampista en el Sunderland A. F. C. de la Premier League.

## Trayectoria
Canterano del F. C. Mulhouse y del R. C. Estrasburgo, firmó su primer contrato profesional con el Estrasburgo el 18 de agosto de 2021. Debutó como profesional con el Estrasburgo en una victoria por 5-1 en la Ligue 1 contra el A. S. Saint-Étienne el 17 de octubre de 2021.
El 1 de julio de 2025 fichó por el Sunderland A. F. C. para las siguientes cinco temporadas.

## Selección nacional
Nacido en Senegal, se trasladó a Francia muy joven. Es internacional juvenil con Francia, con la que ha representado a las selecciones sub-16 y sub-18.

## Estadísticas

### Clubes
Actualizado al último partido disputado el 2 de noviembre de 2024.
| Club                         | Div.          | Temporada     | Liga  | Liga  | Liga   | Copas nacionales | Copas nacionales | Copas nacionales | Copas internacionales | Copas internacionales | Copas internacionales | Total | Total | Total  |
| Club                         | Div.          | Temporada     | Part. | Goles | Asist. | Part.            | Goles            | Asist.           | Part.                 | Goles                 | Asist.                | Part. | Goles | Asist. |
| ---------------------------- | ------------- | ------------- | ----- | ----- | ------ | ---------------- | ---------------- | ---------------- | --------------------- | --------------------- | --------------------- | ----- | ----- | ------ |
| R. C. Estrasburgo II Francia | 5.ª           | 2021-22       | 6     | 1     | 0      | —                | —                | —                | —                     | —                     | —                     | 6     | 1     | 0      |
| R. C. Estrasburgo II Francia | 5.ª           | 2022-23       | 1     | 0     | 0      | —                | —                | —                | —                     | —                     | —                     | 1     | 0     | 0      |
| R. C. Estrasburgo II Francia | Total club    | Total club    | 7     | 1     | 0      | 0                | 0                | 0                | 0                     | 0                     | 0                     | 7     | 1     | 0      |
| R. C. Estrasburgo Francia    | 1.ª           | 2021-22       | 4     | 0     | 0      | 0                | 0                | 0                | —                     | —                     | —                     | 4     | 0     | 0      |
| R. C. Estrasburgo Francia    | 1.ª           | 2022-23       | 29    | 3     | 2      | 1                | 0                | 0                | —                     | —                     | —                     | 30    | 3     | 2      |
| R. C. Estrasburgo Francia    | 1.ª           | 2023-24       | 31    | 3     | 1      | 4                | 1                | 1                | —                     | —                     | —                     | 35    | 4     | 2      |
| R. C. Estrasburgo Francia    | 1.ª           | 2024-25       | 10    | 2     | 1      | 0                | 0                | 0                | —                     | —                     | —                     | 10    | 2     | 1      |
| R. C. Estrasburgo Francia    | Total club    | Total club    | 74    | 8     | 4      | 5                | 1                | 1                | 0                     | 0                     | 0                     | 79    | 9     | 5      |
| Total carrera                | Total carrera | Total carrera | 81    | 9     | 4      | 5                | 1                | 1                | 0                     | 0                     | 0                     | 86    | 10    | 5      |